# Michael Baidoo
Michael Baidoo, né le 14 mai 1999 à Accra au Ghana, est un footballeur ghanéen qui évolue au poste de milieu offensif au Umm-Salal SC.

## Biographie

### En club
Né à Accra au Ghana, Michael Baidoo est formé par le club local du Vision F.C. (en). Il rejoint ensuite le Danemark pour s'engager en faveur du FC Midtjylland. Après avoir fait un essai concluant en mai 2017 il s'engage officiellement avec le club. Dans un premier temps laissé à la disposition de l'équipe réserve, il est intégré à l'équipe première en février 2018.
Le jeune milieu de terrain fait finalement ses débuts en professionnel le 11 mars 2018, lors d'une rencontre de Superligaen, l'élite du football danois, face au FC Nordsjælland. Il entre ne jeu à la place de Gustav Wikheim et les deux équipes se neutralisent (1-1 score final). Avec sa participation à cette saison 2017-2018, Baidoo est sacré champion du Danemark.
Le 31 août 2018, Baidoo est prêté par Midtjylland au FC Fredericia, club évoluant alors en deuxième division danoise, pour la saison 2018-2019.
Le 31 juillet 2019, Michael Baidoo rejoint la Norvège pour s'engager en faveur du FK Jerv sous la forme d'un prêt jusqu'à la fin de l'année 2019.
En janvier 2021, Michael Baidoo rejoint définitivement le FK Jerv, il signe un contrat d'un an et demi.
Le 13 janvier 2022, Michael Baidoo rejoint la Suède afin de s'engager en faveur de l'IF Elfsborg. Il signe un contrat courant jusqu'en décembre 2025.
Il joue son premier match sous ses nouvelles couleurs le 27 février 2022, lors d'une rencontre de coupe de Suède face au Skiljebo SK (en). Il entre en jeu à la place de Simon Olsson et son équipe s'impose par huit buts à un. Baidoo se fait remarquer le 4 septembre 2022 en réalisant un doublé contre le Malmö FF, en championnat. Ses deux buts contribuent à la victoire de son équipe par trois buts à deux,.

### En sélection
Michael Baidoo représente l'équipe du Ghana des moins de 20 ans. Il participe avec cette sélection à la Coupe d'Afrique des nations des moins de 20 ans en 2019. Lors de cette compétition organisée au Niger il joue deux matchs dont un comme titulaire mais son équipe est éliminée dès la phase de groupe.

## Palmarès
FC Midtjylland
- Championnat du Danemark :
  - Champion : 2017-2018.